# Sitapur
Sitapur es una ciudad y municipio situada en el distrito de Sitapur en el estado de Uttar Pradesh (India). Su población es de 177234 habitantes (2011). El área metropolitana cuenta con 188115 habitantes (2011).

## Demografía
Según el censo de 2011 la población de Sitapur era de 177234 habitantes, de los cuales 92696 eran hombres y 84538 eran mujeres. Sitapur tiene una tasa media de alfabetización del 80,57%, superior a la media estatal del 67,68%: la alfabetización masculina es del 83,81%, y la alfabetización femenina del 77,02%.